# Cova del Cartanyà
La cova del Cartanyà és una cova natural situada a Vilaverd (Conca de Barberà), inclòs a l'Inventari del Patrimoni Arqueològic i Paleontològic de Catalunya.
S'hi han recuperat objectes que daten del període neolític final al bronze. Es tracta d'una cova natural d'habitació sense estructures situada als peus d'un cingle a l'altura del Molí de la Font Gran, al terme municipal de Vilaverd (Conca de Barberà). Està registrada com a jaciment arqueològic al portal de patrimoni arqueològic català de la Generalitat de Catalunya. El seu codi d'identificació és: 602.
Tot i que es desconeix la data exacta, va ser descoberta pels reusencs Manel Mata, Josep Iglésies i Joaquim Santasusagna, i posteriorment excavada per l'historiador i metge Salvador Vilaseca, abans de l'any 1926. S'hi van recuperar restes de ceràmica, restes d'indústria lítica, còdols reaprofitats com a percutors i algunes restes humanes. Els vasos campaniformes de la cova van ser traslladats al Museu de Reus junt amb la resta de la col·lecció particular de Salvador Vilaseca, i actualment formen part de la col·lecció d'arqueologia del museu.
L'entrada del jaciment està formada per un gran bloc de pedra calcàrea. Consta d'un corredor amb forta pendent d'una llargada de 12 metres i de cambres a les que s'hi accedeix per diferents passadissos. En l'actualitat el seu estat de conservació és dolent i s'hi poden observar diferents pintades contemporànies.